# Литольф, Анри
Анри́ Лито́льф (фр. Henry Litolff), полное имя Анри Шарль Литольф (Henry Charles Litolff; 6 февраля 1818 года, Лондон — 6 августа 1891 года, Буа-Коломб) — французский пианист, композитор и капельмейстер. Как пианист-виртуоз, имел большой успех во многих городах Европы. Одно время стоял во главе издательского дела под его именем.

## Биография
Родился в Лондоне, где его отец, родом эльзасец, был скрипачом. Учился музыке у Игнаца Мошелеса, уже в 12 лет выступил в качестве пианиста в Ковентгарденском театре. Слишком ранняя женитьба (в 17 лет, против воли родителей) заставила Литольфа покинуть Англию и отправиться с семьёй во Францию, где он вначале жил в маленьком провинциальном городе и с трудом зарабатывал пропитание. Лишь в 1840 году Литольфу удалось на одном благотворительном концерте обратить на себя внимание парижан; с тех пор известность его как пианиста и композитора стала быстро расти, в особенности когда он, разойдясь с женой, отправился путешествовать и прежде всего в Бельгию.
В 1841—1844 годах был капельмейстером в Варшаве, затем отправился снова в Германию, Голландию и пр.
В 1848 году из-за своих горячих симпатий мартовской революции был вынужден оставить Вену и основался в Брауншвейге. Физические недуги и ипохондрия заставили Литольфа в 1850 проститься с виртуозной карьерой; он женился на вдове брауншвейгского музыкального издателя Мейера и стал основателем знаменитого издательства «Collection Litolff». В 1860 году передал издательное дело своему усыновленному пасынку Теодору Литольфу (1839—1912) и вернулся в Париж. Развёлся и вступил (1860) в третий брак с графиней де Ларошфуко (Blanche de La Rochefoucauld; 1836—1870).

## Творчество
- Четыре симфонических концерта для фортепиано и оркестра; фортепианные концерты отличаются свежестью мысли; оркестр, вопреки сложившимся традициям, далеко переходит здесь за пределы аккомпанемента, получая самостоятельное симфоническое значение[3].
- Увертюры «Робеспьер» и «Жирондисты», написанные в конце 40-х годов, полны драматизма и ярких красок[3].

Оперетты:
- «La boîte de Pandore» (1871),
- «Héloïse et Abélard» (1872),
- «La fiancée du roi de Garbe» (1874),
- «La mandragore» (1876)

Опера-феерия «La belle au bois dormant» (1874)
Литольф написал и несколько серьёзных опер («Nahel», «Король Лир»), много фортепианных произведений, романсов, скрипичный концерт «Eroica» и пр.